# Роберт Шейн Кімбро
Ро́берт Шейн Кімбро (англ. Robert Shane Kimbrough; нар. 4 червня 1967, Кіллін) — астронавт НАСА, полковник Армії США. Здійснив один космічний політ на Шаттлі STS-126 (2008 р., «Індевор») та на кораблі Союз МС-02 у складі 49-ї і 50-ї експедицій на Міжнародній космічній станції. Здійснив 6 виходів у відкритий космос.

## Особисті дані та освіта

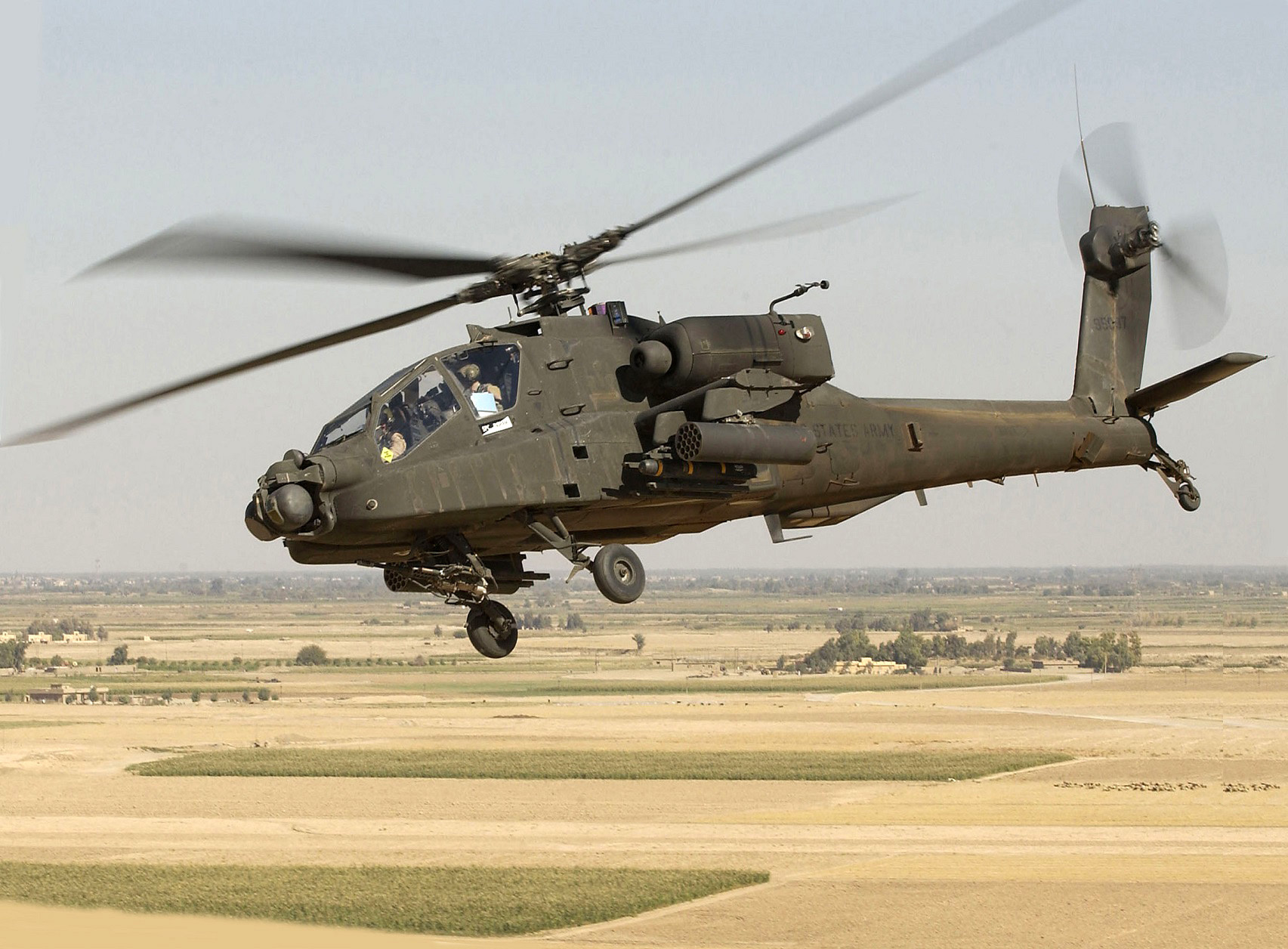
Вертоліт AH-64D Апачі.

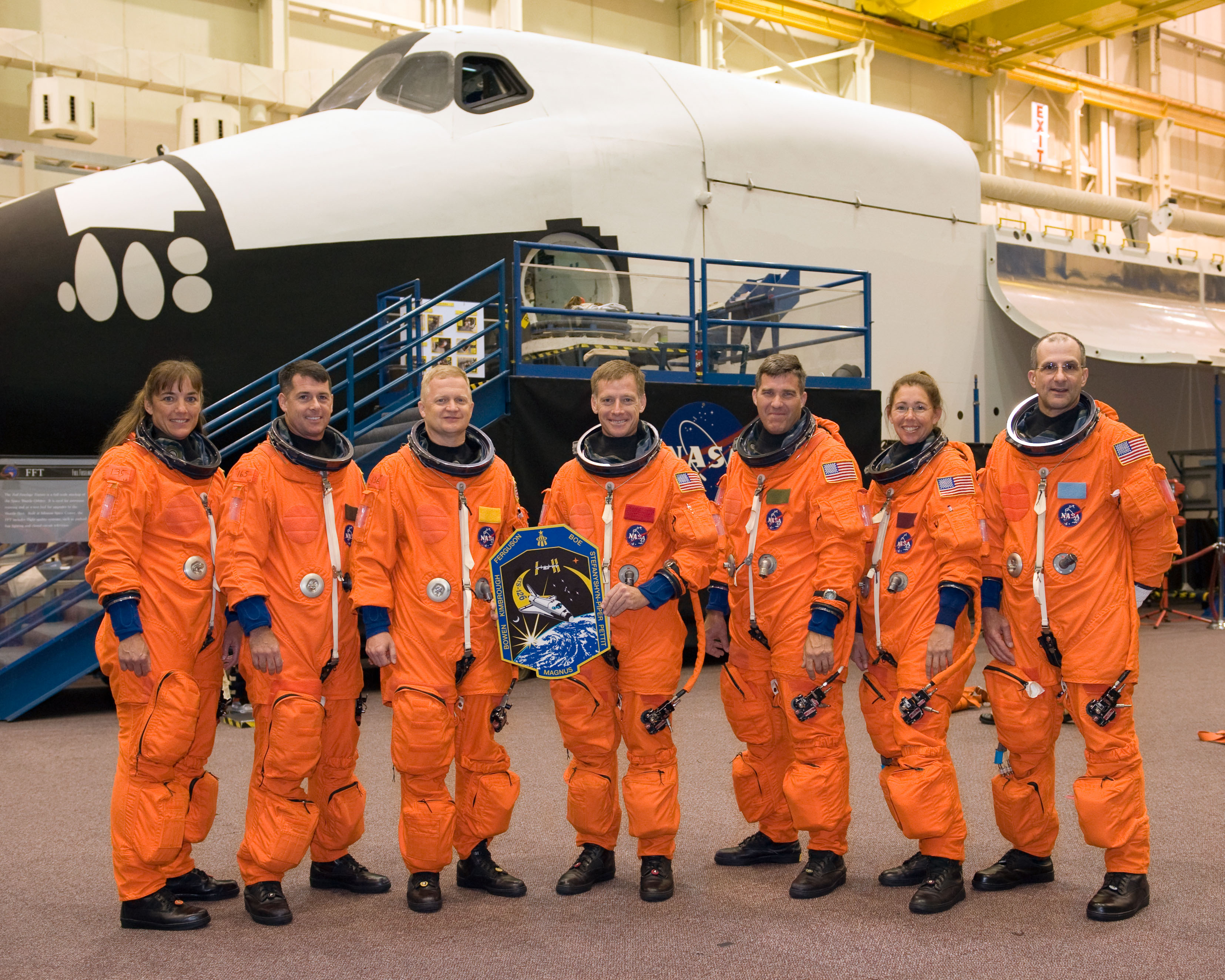
Екіпаж STS-126:Зліва направо: Магнус, Боуен, Петтіт, Фергюсон, Боу, Кiмбро, Стефанишин-Пайпер

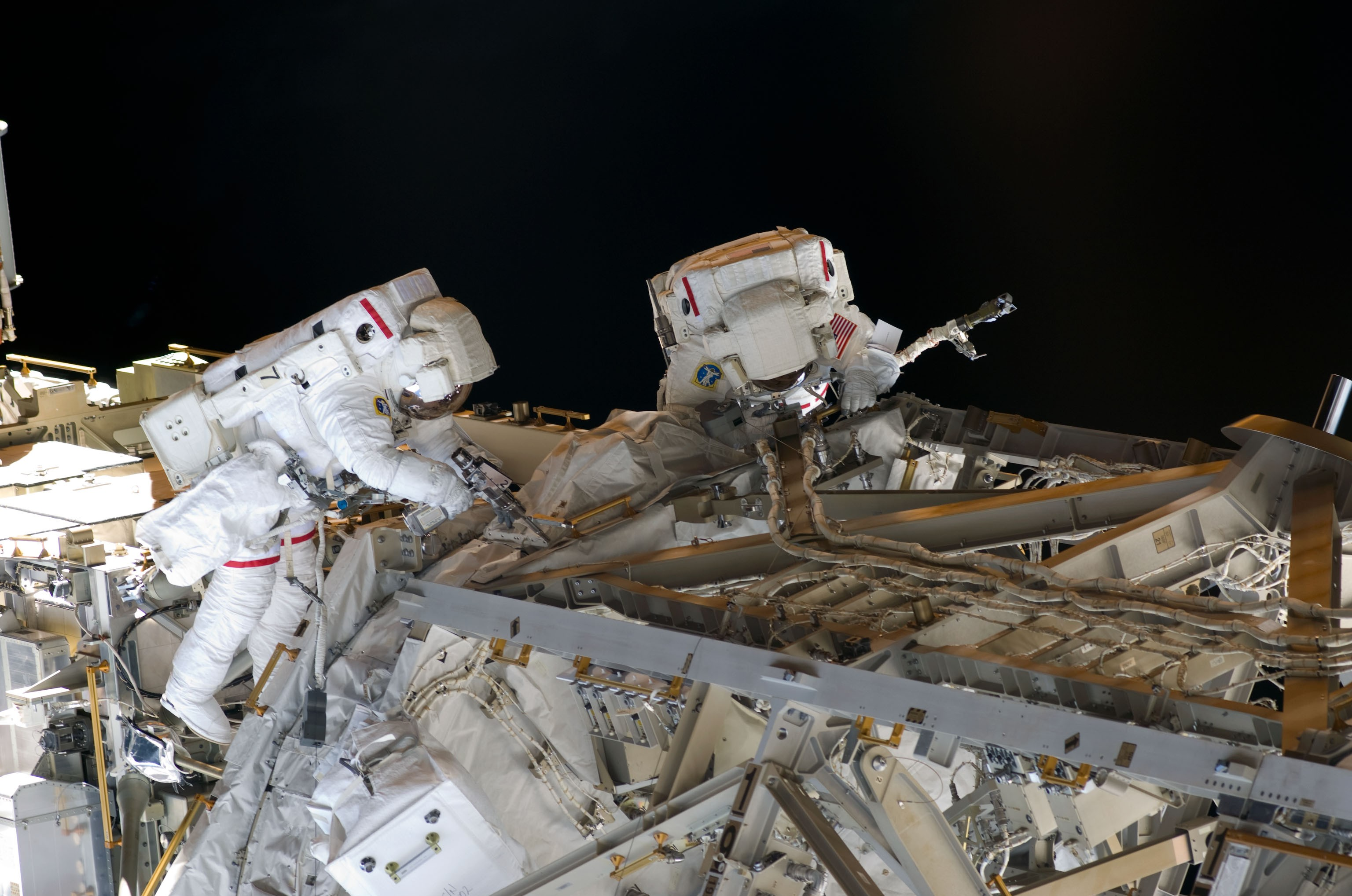
Робота у відкритому космосі, Кімбро справа.

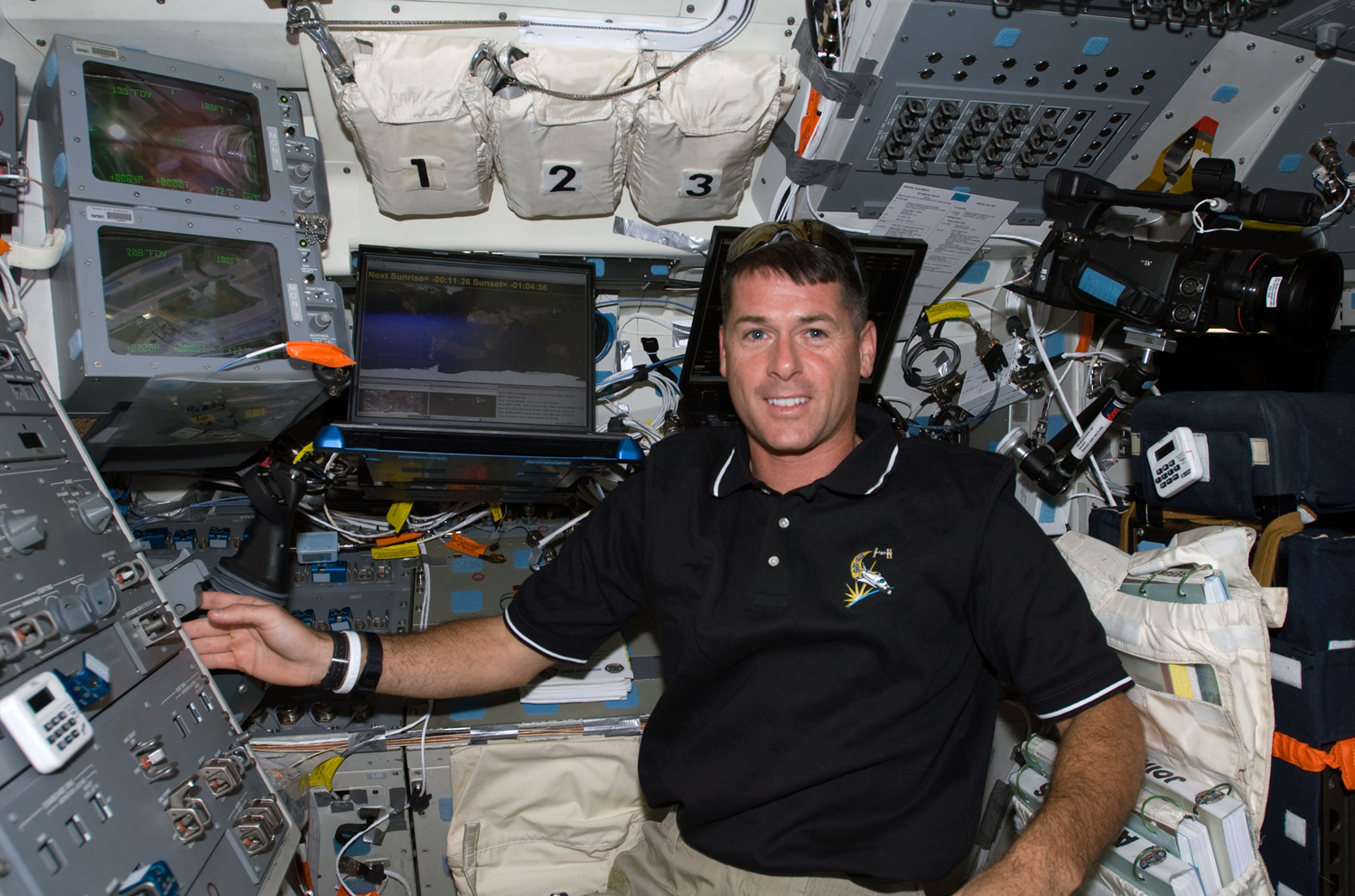
Кімбро на кормовій палубі Індевора.

Роберт Кімбро народився 4 червня 1967 року в місті Кіллін, штат Техас. У 1985 році закінчив середню школу в Атланті, Джорджія. У 1989 році отримав ступінь бакалавра в галузі аерокосмічної техніки у Військовій Академії США у Вест-Пойнті, штат Нью-Йорк. У 1998 отримав ступінь магістра наук в галузі методів наукових досліджень, Технологічний інститут Джорджії.
У Військовій академії США був капітаном бейсбольної команди.

## До НАСА
Служив пілотом вертольота в Армії США. 1991 року брав участь у Війні в Перській затоці, операція «Буря в пустелі» — як командир ланки вертольотів AH-64D Апачі. Під час зарахування до загону астронавтів служив у Центрі космічних досліджень імені Джонсона, Х'юстон, штат Техас — інженером по моделюванню польоту шаттла.

## Подготовка до космічних польотів
6 травня 2004 року був зарахований до загону НАСА у складі дев'ятнадцятого набору, кандидатом в астронавти. З серпня 1998 року почав проходити навчання за курсом загальнокосмічної підготовки. Після закінчення курсу, у серпні 1999 року отримав кваліфікацію «спеціаліст польоту» і призначення в Офіс астронавтів НАСА. Був призначений у Відділ з безпеки польотів у Центр космічних досліджень імені Джонсона, в Х'юстоні, штат Техас.

## Польоти в космос
Перший політ — STS-126, шаттл «Індевор». З 15 по 30 листопада 2008 року як спеціаліст польоту. Мета польоту шаттла «Індевор» STS-126 — доставка на Міжнародну космічну станцію обладнання та матеріалів для забезпечення роботи шести астронавтів на борту МКС. Всі матеріали та обладнання були упаковані в багатоцільовому модулі постачання «Лернардо», який знаходився у вантажному відділенні шаттла. Серед вантажів, що знаходилися в модулі «Леонардо», були дві кабіни та другий туалет для членів екіпажу МКС, друга бігова доріжка, обладнання для регенерації води, підігрівач для їжі, морозильна камера для експериментальних матеріалів. Загальна вага корисних вантажів, доставлених на станцію в модулі «Леонардо» склала 6,35 тонни (14000 фунтів). Загальна вага модуля «Леонардо» з корисним вантажем склав близько 12,5 тонн (27585 фунтів), цей вантаж був найважчим з усіх вантажів, коли-небудь доставляються шаттлами на орбіту. Під час польоту виконав два виходи у відкритий космос: 20 листопада 2008 — тривалістю 6 годин 45 хвилин. Мета виходу — переміщення на інші позиції двох візків, призначених для пересування екіпажу і обладнання уздовж фермової конструкції, підготовка місця для установки зовнішньої складської платформи (External Stowage Platform 3), обслуговування механізму захоплення робота-маніпулятора станції, продовження обслуговування механізму обертання сонячних батарей станції. 24 листопада — 6 год. 7 хвилин. Мета виходу — установка захисної кришки на модулі «Кібо», завершення заміни підшипників на правій гілці фермової конструкції і обслуговування механізму обертання сонячних батарей станції на лівій гілці, установка поручнів, установка антени GPS на модулі «Кібо», установка відеокамери. Захисна кришка на модулі «Кібо» на місці, де буде закріплена зовнішня експериментальна платформа, була знята під час першого виходу у відкритий космос. Після цього астронавти протестували зсередини станції механізми кріплення зовнішньої експериментальної платформи. В ході тестування з'ясовується, що один з механізмів функціонує небезпомилково. Стівен Боуен повинен був прояснити ситуацію під час виходу. Тривалість польоту склала 15 діб 20 годин 31 хвилину.
Загальна тривалість позакорабельной діяльності протягом двох виходів — 12 годин 52 хвилини. Загальна тривалість польотів у космос за результатами першого польоту склала 15 днів 20 годин 31 хвилина.
Передбачався старт на Союз ТМА-07М у листопаді 2012 року, але 2 червня 2010 НАСА оголосило про його заміну на Томаса Маршберна.
Другий політ у космос здійснив у 2016—2017 рр. до Міжнародной космічної станції кораблем Союз МС-02 у складі 49-ї і 50-ї експедицій. Був бортінженером 49-ї експедиції та командиром корабля під час 50-ї. У ході польоту здійснив 4 виходи у відкритий космос. 6 січня 2017 разом з Пеггі Вітсон здійснили вихід у відкритий космос, що тривав 6 год 32 хв. Космонавти зняли старі нікель-водневі акумуляторні батареї і підключили три нових літієво-іонних акумулятори, доставлених у грудні 2016 кораблем H-II Transfer Vehicle місії HTV-6. 13 січня 2017 року разом з Томасом Песке було здійснено черговий вихід у відкритий космос, що тривав 5 год 58 хв. У ході нього було продовжено роботи щодо встановлення нових акумуляторних батарей. Черговий вихід у відкритий космос відбувся 24 березня 2017 року разом з Томасом Песке та тривав 6 год. 34 хв. 30 березня 2017 року Р. Кімбро здійснив вихід у відкритий космос спільно з Пеггі Вітсон, що тривав 6 год. 48 хв. Політ успішно завершився 10 квітня 2017 року — екіпаж повернувся на Землю кораблем Союз МС-02. Політ тривав 173 дні..

## Нагороди і премії
Нагороджений: Медаль «За космічний політ» (2008) та багато інших.

## Джерело
- Офіційна біографія НАСА(англ.)